# كورونيل جواو سا
كورونيل جواو سا بلدية في ولاية باهيا في المنطقة الشمالية الشرقية من البرازيل.